# 赫茲租車
赫茲租車公司為美國一家經營汽車租賃的大型跨國集團，隸屬於赫茲國際控股公司（Hertz Global Holdings, Inc.）旗下，該公司約有8,500個營業據點遍布全球146個國家。

## 公司沿革
1918年沃特·雅各（Walter L. Jacobs）在芝加哥以12輛福特T型車開始經營一家汽車出租店，1923年雅各將這家店賣給約翰·赫茲（John D. Hertz），旋即被更名成「赫茲自我駕駛系統公司」（Hertz Drive-Ur-Self System）且納入他的黃色客車製造公司（Yellow Coach Manufacturing Company）旗下。後來在1925年赫茲將這兩家公司的主要股份賣給通用汽車公司，後者並在1943年購回剩餘之股份。不過，1953年赫茲以他另一家綜合公司（The Omnibus Corporation）的名義向通用汽車買回汽車租賃業務，然後立刻賣掉綜合公司的持股。翌年更名成赫茲租車公司（The Hertz Corporation），並且準備在紐約證券交易所掛牌上市。
1954年赫茲租車公司併購紐約一家名為「大都會經銷公司」（Metropolitan Distributors）的卡車租賃公司。1967年該公司變成美國無線電公司（RCA Corporation）的子公司，但其財務獨立運作；1985年該公司加入UAL公司（UAL Corporation）。1987年12月30日赫茲租車出售給「派克瑞吉公司」（Park Ridge Corporation），但後者稍後由福特汽車與赫茲租車的經營高層共同營運。2005年6月13日福特汽車宣布赫茲租車將首次公開募股，不過同年9月13日該公司卻以5億6千萬美元的代價賣給某私募基金，且整樁交易在12月22日成交。後來，此私募基金在2006年11月16日於紐約證券交易所將赫茲租車公開上市。2010年1月11日赫茲租車宣布收購「英國汽車拍賣公司」（British Car Auctions），但收購金額未透露。
2009年3月31日赫茲租車在明尼蘇達州的破產法庭上，比企業租車出更高價的3千3百萬美元購入優勢租車的所有資產，包含其企業識別系統與網站。同年秋天赫茲租車重新包裝優勢租車，改成立純粹輪子公司（Simply Wheelz LLC）使用優勢租車之商標，裁撤許多舊有的業務，並將之定位成經濟便宜車款的租車公司。
2010年起安飛士·百捷集團與赫茲租車為了購併道樂·蘇立夫提租車集團（Dollar Thrifty Automotive Group, Inc.），出現鷸蚌相爭的局面。是年4月26日赫茲租車宣布以現金和普通股、每股41美元的代價併購道樂·蘇立夫提租車集團；不過奧克拉荷馬州圖爾薩出身的道樂·蘇立夫提租車集團卻在同年9月30日拒絕赫茲租車1.44億美元的出價。反觀安飛士·百捷集團則在2011年9月14日宣布放棄併購，而2012年11月赫茲租車最終收購道樂·蘇立夫提租車集團。
由于收益下降以及未来趋势不明朗，赫兹租车于2020年5月22日在美国申请破产保护，但赫兹租车在欧洲、澳大利亚和新西兰的业务不受影响。

## 企業經營
赫茲租車的車輛來自許多汽車製造商，包括賓士、英菲尼迪、凱迪拉克等。從前由於隸屬於福特汽車的緣故，該公司的車隊包含了福特、馬自達、富豪、水星、林肯等，另外也含一些日本與韓國廠牌。

### 特殊車款
1966年赫茲租車與汽車設計師卡洛·謝爾比（Carroll Hall Shelby）合作，發展了一款獨家專屬的福特野馬。這些第一代野馬GT350H總共製造了一千輛，且在結束出租用途後被銷售一空。這個「出租跑車」計畫（rent-a-racer）在1960年代晚期實施，僅限於某些指定租車店，另外包含雪佛蘭Corvette、捷豹XK-E、AMC AMX等車款也可以租得到。2006年在慶祝第一代野馬GT350H上市40周年之際，赫茲租車針對收藏家在某些限定租車店推出謝爾比野馬GT-H；翌年推出GT-H敞篷車版本。2008年赫茲租車在某些限定的美國機場租車店推出500輛鑲有「ZHZ」徽飾的雪佛蘭Corvette，翌年更推出350輛敞篷車版本。這兩種車款的車身塗裝均為赫茲企業識別系統的黃色，中間有一條黑帶沿著引擎蓋、車頂篷直達車尾。

### 綠色收藏計畫與電動車
2006年9月開始，赫茲租車提供豐田Prius、福特Fusion、別克LaCrosse、豐田Camry、現代Sonata等，這些車款皆被美國國家環境保護局評定為高速公路平均油耗值28mpg或較佳的等級。2007年稍早赫茲租車則發表油電混合動力車計畫，並捐贈一百萬美元給國家公園基金會（National Park Foundation）。
此外，該公司尚與日本日產汽車簽署協議，將於美國及歐洲某些營業據點提供日產Leaf電動車。該公司更表示將來會使用其他車廠製造的電動車與插電式混合動力汽車，包括通用汽車、三菱汽車、豐田汽車等。

### 汽車共享制度
創始於2008年12月的「赫茲隨選」（Hertz on Demand）為該公司提供的全球汽車共享服務，舊名為「赫茲連結」（Connect by Hertz）。目前這套制度在柏林、倫敦、馬德里、巴黎、紐約等大都市，以及全世界某些大學校園裡推出，而且可以透過網路辦理線上預訂。
此外，赫茲租車也打算推出以小時為計算單位的汽車共享服務，提供數款如日產Leaf、雪佛蘭Volt、三菱i-MiEV、司馬特electric drive等電動車或插電式混合動力汽車。2011年4月起已經在倫敦提供三菱i-MiEV；5月起在紐約市提供司馬特electric drive、日產Leaf、雪佛蘭Volt等車款的汽車共享服務，該年第四季起也將在舊金山、華盛頓特區推出此項業務。

### 設備租賃業務
與其他美系租車公司較不同的地方是，赫茲租車另外經營了「設備租賃」業務（Hertz Equipment Rental Corporation，縮寫成HERC），這些設備大至挖土機、堆高機、混凝土攪拌車等，小至電鋸、發電機、電鑽等手工器具皆有。除了美國外，加拿大、中國、歐盟等國家約有超過300個營業據點。

### 副品牌
2009年起赫茲租車開始設立副品牌「優勢租車」（Advantage Rent A Car），其經營團隊為「純粹輪子公司」（Simply Wheelz LLC）；這個副品牌的定位為比較經濟便宜或輕鬆休閒的車款。

## 關係企業
- 母公司：赫茲國際控股公司（Hertz Global Holdings Inc.）
- 赫茲本地租車點公司（Hertz Local Edition）
- 赫茲設備租賃公司（Hertz Equipment Rental Corporation）
- 赫茲汽車銷售公司（Hertz Car Sales / Hertz Rent2Buy）
- 赫茲索賠管理公司（Hertz Claim Management）
- 赫茲卡車與廂型車租賃公司（Hertz Truck & Van Rental）
- 赫茲租賃公司（Hertz Leasing）
- 赫茲娛樂服務公司（Hertz Entertainment Services）
- 優勢租車公司（Advantage Rent A Car / Simply Wheelz LLC）
- 神州租車公司（CAR Inc）20%

## 批評和爭議
根據美國專門研究調查工作與公司的機構「玻璃門」（Glassdoor.com）在2009年的調查報告指出，赫茲租車是全美排名第九的最糟糕企業。

## 內部連結
- 優勢租車
- 汽車租賃

## 外部連結
- （英文）官方網站（页面存档备份，存于）
- （英文）赫茲卡車與廂型車租賃官方網站（页面存档备份，存于）
- 中文官方網站（页面存档备份，存于）